# Salònia Matídia

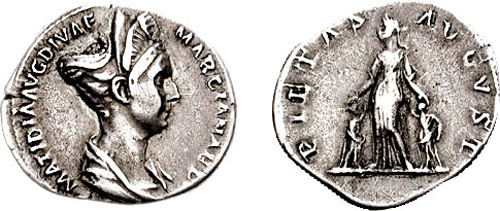
Denari amb l'efígie de Matídia.

Salònia Matídia (en llatí Salonia Matidia) va ser una dama romana del segle i.
Era la filla de Marciana, germana de Trajà i neboda de l'emperdor.
Va ser mare de Sabina que es va casar amb Hadrià quan Trajà encara era viu. El nom del pare de Sabina és desconegut, potser Gai Saloni Matidi Patruí, i no es coneixen detalls de la seva vida. Encara vivia quan va morir Trajà i després va rebre el títol d'augusta i a la seva mort en data desconeguda, però anterior a la mort d'Hadrià, va ser proclamada deessa.